# Chuku Modu
Chukuma 'Chuku' Modu (Chiswick (Hounslow), 19 juni 1990) is een Brits acteur.

## Biografie
Modu werd geboren in de wijk Chiswick in de borough Hounslow en is van Nigeriaanse, Duitse, Engelse en Ierse afkomst, en groeide op in West-Londen.

## Carrière
Modu begon in 2014 met acteren in de korte film The Dawn, waarna hij nog meerdere rollen speelde in films en televisieseries. Hij is onder andere bekend van zijn rol als dr. Jared Kalu in de televisieserie The Good Doctor (2017-2018).

## Filmografie

### Films
Uitgezonderd korte films.
- 2022 Out of Darkness - als Adem
- 2020 Trains Bound for the Sea - als Danny
- 2020 Freedoms Name Is Mighty Sweet - als Charles Hunter
- 2019 Captain Marvel - als Soh-Larr
- 2016 Open All Night - als Rick
- 2016 Me Before You - als Mauritian ober

### Televisieseries
Uitgezonderd eenmalige gastrollen.
- 2017-2024 The Good Doctor - als dr. Jared Kalu - 36 afl.
- 2023 Fifteen-Love - als Patrick Keen - 3 afl.
- 2022 The Peripheral - als Carlos 2022 - 5 afl.
- 2019 - 2020 The 100 - als dr. Gabriel Santiago / Xavier - 25 afl.
- 2017 Snatch - als leider geweergroep - 3 afl.
- 2016 Game of Thrones - als Aggo - 3 afl.

- Library of Congress Control Number: no2018106010
- Virtual International Authority File: 1837153472511745360004
- WorldCat: E39PBJwD4RGyQVCRkg76wpbWXd